# Mercurius (rijstpellerij)

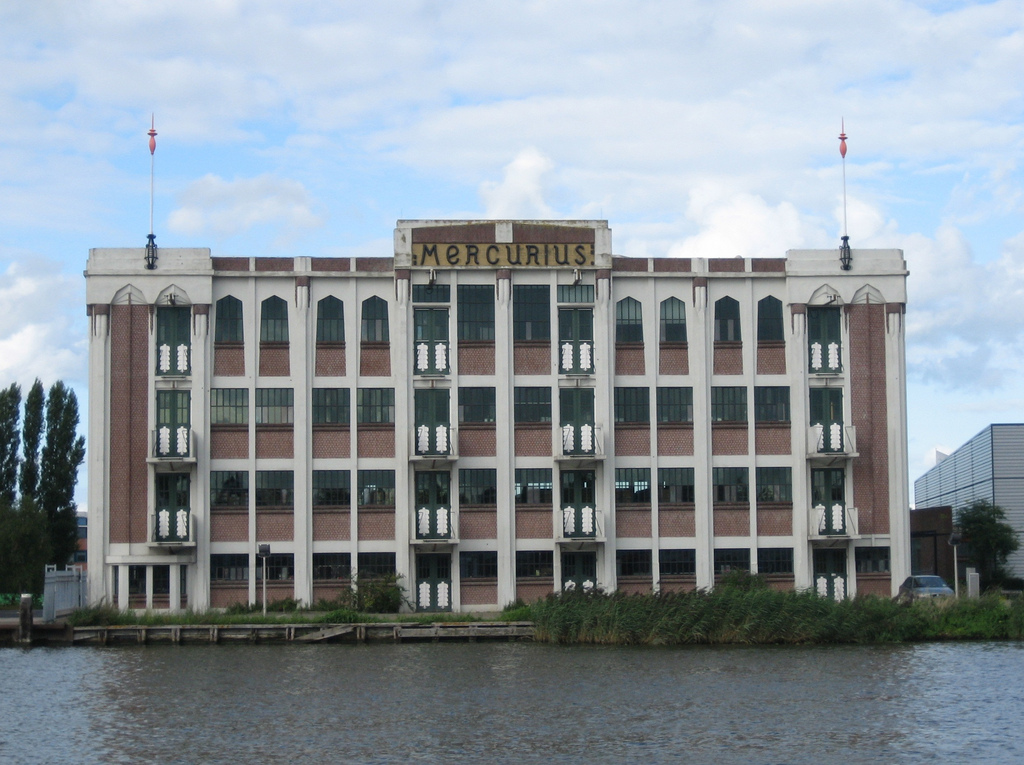
Mercurius

Rijstpellerij "Mercurius" is een rijstpellerij te Wormer, onder meer bekend van de merknaam Lassie.
Het bedrijf werd in 1893 opgericht door Albert Laan en Jacob Adriaan Laan onder de naam: Gebr. Laan en was de eerste stoomgortpellerij van de Zaanstreek. Het werd gebouwd achter het pakhuis Koningsbergen.  Dit pakhuis werd uiteindelijk gesloopt en een nieuw pakhuis: Donau geheten, werd gebouwd. In 1898 werd een nieuw, groot, pakhuis met de naam Koningsbergen gebouwd.
In 1905 werd ook het pakhuis Silo gebouwd en het gebouw Mercurius kwam gereed in 1908. Pas in 1923 begon men met het pellen van rijst. Het bedrijf heette nu: N.V. Koninklijke stoomrijstpellerij Mercurius v/h Gebr. Laan. De kenmerkende Silo II is neergezet in 1912. Het was een van de eerste silogebouwen in gewapend beton. Hierop is tegenwoordig in grote letters de merknaam Lassie geschilderd. Niettemin waren havermout en gort tot begin jaren 50 van de 20e eeuw nog belangrijke producten.

## Lassie
Het merk Lassie, een in Engeland geliefde meisjesnaam, werd in 1954 bedacht. Men beweert dat het woord zou zijn samengesteld uit: Laan en Silo. In 1959 werd de zogeheten toverrijst op de markt gebracht. Het was een rijst die op een bepaalde wijze was voorgestoomd en daardoor, als snelkookrijst, nog niet de helft van de gebruikelijke kooktijd nodig had. Het was deze snelkookrijst die de havermout en de gort verdrong.
Het bedrijf is uiteindelijk onderdeel geworden van Douwe Egberts, dat weer onderdeel was van Sara Lee. Later werd het overgenomen door het Spaanse bedrijf Grupo SOS.
Het productieproces vindt nog steeds plaats in een deel van het vroegere complex, dat daartoe is heringericht. Het Mercuriusgebouw werd, na restauratie, een provinciaal archeologisch depot. Dat depot werd verhuisd naar Huis van Hilde in Castricum, dat in januari 2015 geopend is. Van een herbestemming voor Mercurius is thans niets bekend.